# Conferenza di servizi
La conferenza di servizi è un istituto della legislazione italiana di semplificazione dell'attività della pubblica amministrazione della Repubblica Italiana.

## Disciplina normativa
L'istituto, in passato, era previsto da alcune leggi speciali: ad esempio, dalla legge 29 ottobre 1987, n. 441 (art. 3-bis) in tema di approvazione regionale degli impianti di smaltimento dei rifiuti, dalla legge 29 maggio 1989, n. 205 (art. 2) per le opere funzionali ai mondiali di calcio; venne poi disciplinato in via generale dalla legge 7 agosto 1990, n. 241. La legge 11 febbraio 2005, n. 15 introdusse la possibilità, per il suo svolgimento, di utilizzare strumenti telematici.
La disciplina della conferenza di servizi è stata riformata dall'art. 1, comma 1, del D.Lgs. 30 giugno 2016, n. 127, in attuazione dell'art. 2 della legge n. 124 del 7 agosto 2015 (cosiddetta "Legge Madia").

## Caratteristiche
Ha lo scopo di facilitare l'acquisizione da parte della P.A. di autorizzazioni, atti, licenze, permessi e nulla-osta o di altri elementi comunque denominati, mediante convocazione di riunioni collegiali (cosiddette conferenze) anche finalizzate all'emissione di un provvedimento amministrativo. Essa può essere vista sia come un modulo procedimentale di semplificazione di un procedimento, sia come strumento di coordinamento degli interessi coinvolti, al fine di soppesarli ed aggregarli.
In passato, quando non erano ancora state istituite le conferenze di servizi, accadeva spesso che un procedimento si arenasse a causa della sequenzialità nella richiesta e ottenimento delle autorizzazioni da parte dei singoli enti. Ad esempio, un progetto edilizio da costruire in zona sia sismica sia soggetta ad autorizzazione paesaggistica, avrebbe richiesto autorizzazioni e nulla osta da parte di una pluralità di enti, e la struttura sequenziale ne avrebbe inficiato sia il tempo necessario sia la possibilità stessa di ottenerlo. Con la legge n. 241/1990 e l'istituzione della conferenza di servizi, si è avuta una accelerazione dei procedimenti amministrativi che coinvolgono una pluralità di amministrazioni. Queste ultime, infatti, si riuniscono "in un'unica sede e in un'unica occasione" e decidono all'interno di un unico collegio.
Caratteristica è anche l'applicazione del "principio di maggioranza", in base al quale le varie amministrazioni interessate si riuniscono e votano per l'autorizzazione. In virtù di ciò, un procedimento non necessariamente viene abbandonato a causa di una singola autorizzazione negata da parte di una singola amministrazione, ma l'autorizzazione viene concessa sulla base della maggioranza dei voti all'interno della conferenza di servizi (è comunque prevista una mitigazione del principio maggioritario nei casi di beni di interesse archeologico, paesaggistico o ambientale).

## Tipi
I tipi di conferenza previste sono:
- conferenza istruttoria (art. 14, comma 1, legge n. 241 del 1990):

(Art. 14, comma 1 legge 241/1990)
- conferenza decisoria (art. 14, comma 2, legge n. 241 del 1990): viene convocata per creare una sede decisionale che sostituisca tutti gli atti prodromici al provvedimento finale. La conferenza è obbligatoria quando l'amministrazione procedente deve "acquisire pareri, intese, concerti, nulla osta o assensi comunque denominati di altre amministrazioni pubbliche e quando l'attività del privato sia subordinata a più atti di assenso, comunque denominati, da adottare a conclusione di distinti procedimenti, di competenza di diverse amministrazioni pubbliche";
- conferenza preliminare (art. 14, comma 3, legge n. 241 del 1990): può essere convocata dall'amministrazione procedente, su motivata richiesta dell'interessato, per progetti di particolare complessità e di insediamenti produttivi di beni e servizi ed è finalizzata ad indicare al richiedente, prima della presentazione di un'istanza o di un progetto definitivo, le condizioni per ottenere, alla loro presentazione, i necessari pareri, intese, concerti, nulla osta, autorizzazioni, concessioni o altri atti di assenso, comunque denominati.

Il D.Lgs. n. 127/2016 ha introdotto due tipi di conferenza dei servizi decisoria (articoli 14-bis e successivi della legge 241/1990): 
1. la conferenza semplificata in modalità asincrona[4]: che prevede l'invio della documentazione e degli atti di assenso per via telematica;
2. la conferenza simultanea in modalità sincrona[5]: ovvero la tradizionale riunione con la presenza simultanea dei rappresentanti delle diverse amministrazioni;

- conferenza in materia di project financing.

## Riferimenti normativi
- Articoli 14 e successivi della Legge 7 agosto 1990, n. 241